# Волков, Джордж Майкл
Джордж Майкл (Георгий Михайлович) Волков (англ. George Michael Volkoff; 23 февраля 1914, Москва — 24 апреля 2000, Ванкувер) — канадский физик русского происхождения. Вместе с Робертом Оппенгеймером доказал существование нейтронных звёзд до их обнаружения.

## Биография
Родился в Москве в 1914 году под именем Георгий Михайлович Волков. В 1924 году вместе с родителями переехал в Ванкувер, Канаду; в конце 1920-х годах семья также несколько лет провела в Харбине, где скончалась мать Волкова. Отец в 1936 году вернулся в Россию и вскоре оказался в лагерях во время сталинских репрессий.
Волков окончил Университет Британской Колумбии (1934) и был одним из лучших студентов.
В 1936 году поступил в аспирантуру к Роберту Оппенгеймеру и в 1939 году в соавторстве с ним опубликовал свою наиболее известную работу, посвящённую нейтронным звёздам (см. Предел Оппенгеймера — Волкова).
С 1940 году работал в Университете Британской Колумбии. Тогда же вступил в брак с Ольгой Окулич, также русской эмигранткой. В 1943 году работал в Монреальской лаборатории в рамках Манхэттенского проекта.
За работы по программе создания реактора на тяжёлой воде в 1945 году был удостоен звания почётного доктора университета, став, по-видимому, самым молодым почётным доктором в истории канадской науки, а также получил в 1946 году Орден Британской Империи.
Наряду с научной деятельностью Волков много занимался организационной работой:
- в 1961—1970 годах возглавлял отделение физики Университета Британской Колумбии;
- в 1970—1979 годах был проректором университета по науке;
- в 1950—1956 годах был редактором «Canadian Journal of Physics[англ.]»;
- в 1950—1954, 1961—1963, 1969—1979 годах был членом Сената Британской Колумбии;
- в 1962—1963 годах возглавлял Канадскую ассоциацию физиков.

Он также переводил научные статьи по физике с русского языка на английский.
Скончался в 2000 году в Ванкувере.

## Награды
В 1994 году за выдающиеся научные достижения удостоен Ордена Канады.